# Лет ТАМ 3054
Лет ТАМ 3054 био је домаћи лет између градова Порто Алегре и Сао Пауло у Бразилу. Приликом слетања у Сао Паулу авион, типа Ербас А320, није се успео зауставити на писти и ударио је у зграде 17. јула 2007. Око 195 људи је погинуло. 
Авион је, како се претпоставља, склизнуо са писте због јаке кише, прешао преко ауто-пута на коме је у поподневном „шпицу“ био велики број аутомобила, а потом ударио у један карго-хангар у коме је складиштена роба и гориво.
Према изјавама очевидаца, одјекнула је снажна експлозија, а велики пламен и густ црни дим захватили су авион и хангар.
Агенције наводе да је пилот авиона при слетању вероватно прекасно почео да кочи, па је авион наставио да се креће клизавом пистом. Пилот је потом, према изјавама појединих очевидаца, по свему судећи безупешно покушао да поново узлети и у брзини пробио зид око аеродрома, прешавши преко ауто-пута и ударивши у карго-терминал.
У уторак је у Сао Паолу током читавог дана беснело невреме, а јак ветар и киша ометали су и спасилачке напоре.